# Tuwanuwa
Tuwanawa era una ciutat hitita situada al sud-est de la clàssica Capadòcia, al nord d'Adaniya (Cilícia). Era la que en època clàssica s'anomenava Tíana a uns 170 km al sud d'Hattusa.
Cap a l'any 1345 aC un cap anomenat Anna, que donava suport al rei d'Arzawa, va ocupar Tupaziya a la zona de Mont d'Ammuna, i després de saqueja-la va passar per un llac el nom del qual no s'ha conservat (potser el llac de la Sal) i va arribar fins a Tuwanawa que també va atacar. El rei Subiluliuma I el va derrotar vora les ciutats de Nahuriya i Šapparanda i va dominar tota la zona.